# Plélauff
Plélauff is een gemeente in het Franse departement Côtes-d'Armor (regio Bretagne) en telt 689 inwoners (1999). De plaats maakt deel uit van het arrondissement Guingamp.

## Geografie
De oppervlakte van Plélauff bedraagt 25,1 km², de bevolkingsdichtheid is 27,5 inwoners per km².
De onderstaande kaart toont de ligging van Plélauff met de belangrijkste infrastructuur en aangrenzende gemeenten.

## Demografie
Onderstaande figuur toont het verloop van het inwonertal (bron: INSEE-tellingen).

1. ↑  Populations de référence 2022.